# 제이콥 앤더슨

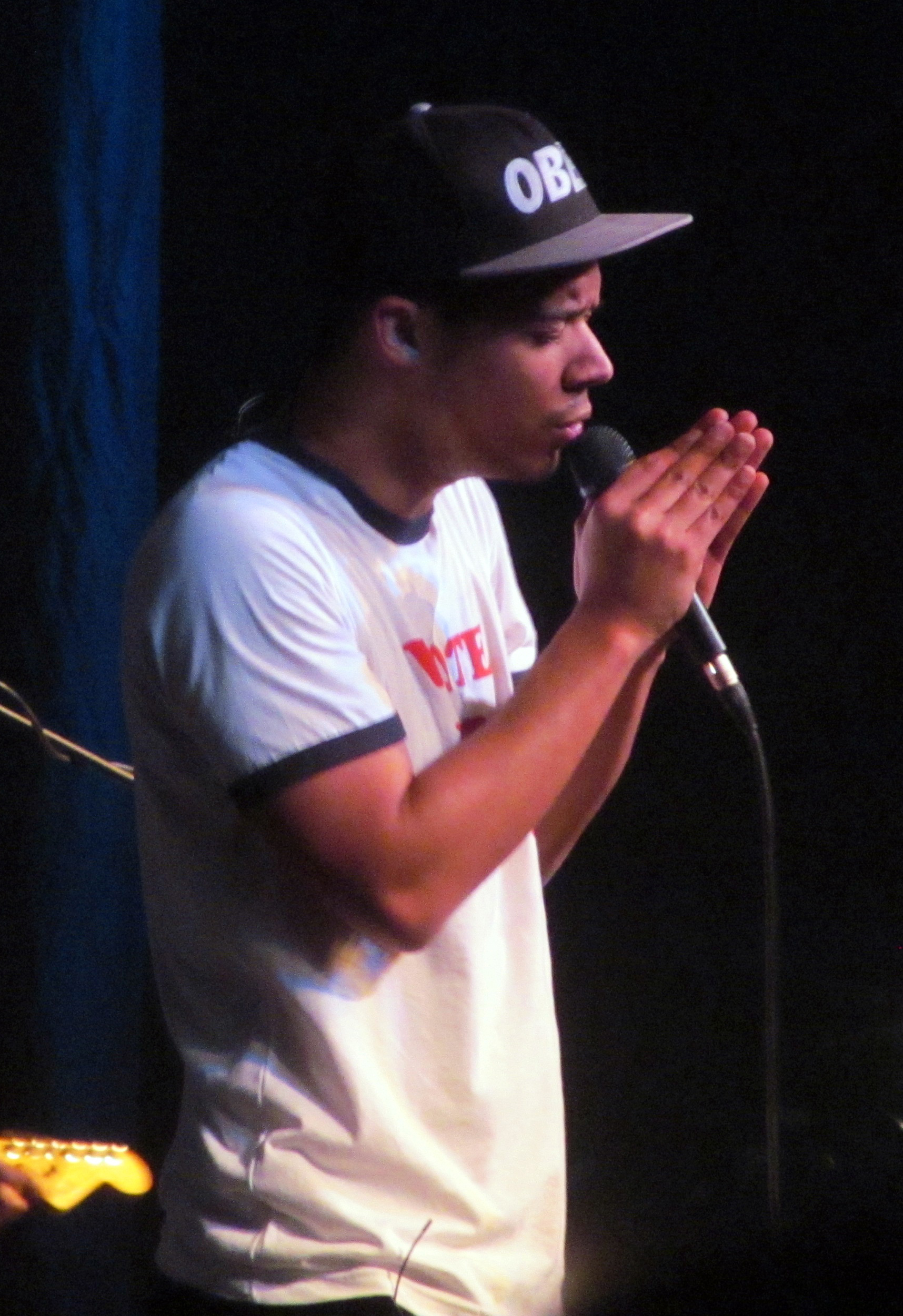

제이컵 앤더슨(Jacob Anderson, 1990년 6월 18일 ~ )은 영국의 배우, 싱어송라이터, 가수이다.
런던에서 태어났다.

## 영상 목록

### 영화
- 어덜트후드 (2008) - 오먼 역
- 4.3.2.1 (2010)
- Royal Wedding (2010)
- 사이버 밀실: 위험한 초대 (2010) - 사이 역
- Demons Never Die (2011)
- 컴다운 (2012) - 로이드 역
- 어펜더: 범죄와의 전쟁 (2012, Offender) - 패트릭 역
- 오버로드 (2018)

### 텔레비전
- 에피소드 (2012)
- 브로드처치 (2013)
- 왕좌의 게임 (2013-19) - 그레이 웜 역
- 닥터 후 (2021-22)

## 음반 목록

### 정규 앨범
- You're a Man Now, Boy (2016)
- Andy (2020)

### EP
- The Middle Child (2013)
- Black and Blue (2014)
- Black and Blue Point Two (2014)
- Mind the Gap (2016)